# Leikung
Genre
Leikung est un genre d'araignées aranéomorphes de la famille des Salticidae.

## Distribution
Les espèces de ce genre se rencontrent en Malaisie et en Indonésie.

## Liste des espèces
Selon World Spider Catalog (version 18.0, 16/04/2017) :
- Leikung kinabaluensis Benjamin, 2004
- Leikung porosa (Wanless, 1978)

## Publication originale
- Benjamin, 2004 : Taxonomic revision and phylogenetic hypothesis for the jumping spider subfamily Ballinae (Araneae, Salticidae). Zoological Journal of the Linnean Society, vol. 142, n. 1, p. 1-82.